# Hochneukirch
Hochneukirch est un village de la municipalité de Jüchen dans l'arrondissement de Rhin Neuss, en Rhénanie-du-Nord-Westphalie.

## Démographie
| 1933  | 1939  | 2008  |
| ----- | ----- | ----- |
| 5 074 | 4 991 | 5 012 |

## Personnalités
- Adolf Horion (1888-1977), prêtre catholique romain et important entomologiste